# Itálie na Letních olympijských hrách 1948
Itálii na Letních olympijských hrách v roce 1948 v Londýně reprezentovala výprava 213 sportovců (193 mužů a 20 žen) v 16 sportech.

## Medailisté
| Medaile | Jméno | Sport      | Soutěž                           |
| ------- | --- | ---------- | -------------------------------- |
| Zlato   | Adolfo Consolini | Atletika   | Muži hod diskem                  |
| Zlato   | Franco Faggi Giovanni Invernizzi Giuseppe Moioli Elio Morille                                                                                     | Veslování  | Muži čtyřka bez kormidelníka     |
| Zlato   | Mario Ghella | Cyklistika | Muži sprint                      |
| Zlato   | Renato Perona Ferdinando Teruzzi | Cyklistika | Muži tandem                      |
| Zlato   | Pietro Lombardi | Zápas      | muži, řecko-římský do 52 kg      |
| Zlato   | Ermenegildo Arena Emilio Bulgarelli Pasquale Buonocore Aldo Ghira Mario Majoni Geminio Ognio Gianfranco Pandolfini Tullo Pandolfini Cesare Rubini | Vodní pólo | Turnaj mužů                      |
| Zlato   | Ernesto Formenti | Box        | Muži pérová váha do 58 kg        |
| Zlato   | Luigi Cantone | Šerm       |                                  |
| Stříbro | Edera Gentileová | Atletika   | Ženy hod diskem                  |
| Stříbro | Amelia Piccininiová | Atletika   | Ženy vrh kouli                   |
| Stříbro | Giuseppe Tosi | Atletika   | Muži hod diskem                  |
| Stříbro | Alberto Radi Giovanni Steffè Aldo Tarlao | Veslování  | Muži dvojka s kormidelníkem      |
| Stříbro | Arnaldo Benfenati Guido Bernardi Anselmo Citterio Rino Pucci                                                                                      | Cyklistika | Družstvo mužů stíhací závod      |
| Stříbro | Spartaco Bandinelli | Box        | Muži váha muší do 51 kg          |
| Stříbro | Giovanni Battista Zuddas | Box        | Muži váha bantamová do 54 kg     |
| Stříbro | Manlio Di Rosa Edoardo Mangiarotti Giuliano Nostini Renzo Nostini Giorgio Pellini Saverio Ragno                                                   | Šerm       | Družstvo mužů fleret             |
| Stříbro | Carlo Agostoni Luigi Cantone Marco Antonio Mandruzzato Dario Mangiarotti Edoardo Mangiarotti Fiorenzo Marini                                      | Šerm       | Družstvo mužů kord               |
| Stříbro | Vincenzo Pinton | Šerm       | Muži šavle                       |
| Stříbro | Gastone Darè Aldo Montano Renzo Nostini Vincenzo Pinton Mauro Racca Carlo Turcato                                                                 | Šerm       | Družstvo mužů šavle              |
| Bronz   | Carlo Monti Enrico Perucconi Antonio Siddi Michele Tito                                                                                           | Atletika   | Muži štafeta 4 × 100 m           |
| Bronz   | Bruno Boni Felice Fanetti | Veslování  | Muži dvojka bez kormidelníka     |
| Bronz   | Romolo Catasta | Veslování  | Muži skif                        |
| Bronz   | Ercole Gallegati | Zápas      | muži, řecko-římský do 79 kg      |
| Bronz   | Guido Fantoni | Zápas      | muži, řecko-římský nad 87 kg     |
| Bronz   | Alessandro D'Ottavio | Box        | Muži váha lehká střední do 67 kg |
| Bronz   | Ivano Fontana | Box        | Muži váha střední do 73 kg       |
| Bronz   | Edoardo Mangiarotti | Šerm       | Muži kord                        |